# Favez (Band)
Favez ist eine Rockband aus dem schweizerischen Lausanne. Die Band ist im Ausland wesentlich bekannter als in ihrem Heimatland.
Auf ihren ersten drei Alben hiess die Band noch Favez Disciples, später verkürzte sie den Namen. In Interviews nannte die Band stets eine Figur aus dem Film Le Mans mit Steve McQueen als Grund für den Namen, im persönlichen Gespräch verwies Sänger Chris Wicky aber auf das Buch Le Vampire de Ropraz des Schriftstellers (und ehemaligen Französischlehrers von Guy und Chris) Jacques Chessex als eigentliche Inspirationsquelle für die Namenswahl.

## Diskografie
Alben
- And the World Don’t Care (1993)
- Arrogance (1995)
- The Eloquence of the Favez Disciples (1997)
- A Sad Ride on the Line Again (1999)
- Gentlemen Start Your Engines (2000)
- (From Lausanne, Switzerland) (2002)
- Bellefontaine Avenue (2003)
- Old and Strong in the Modern Times (2005)
- Bigger Mountains Higher Flags (2007)
- En Garde! (2011)

Sonstige Veröffentlichungen
- Like the old days (2012) (Kompilationsbeitrag Bock uf Rock Vol. 5)[1] (BMMP)